# 티모페이 모즈고프
티모페이 파블로비치 모즈고프(러시아어: Тимофе́й Па́влович Мозго́в, 1986년 7월 16일 ~ )는 러시아의 농구 선수로 포지션은 센터이다. 현재 러시아 슈퍼 리그의 BC 루나에서 뛰고 있으며, 이전에는 전미 농구 협회(NBA)의 뉴욕 닉스, 덴버 너기츠, 클리블랜드 캐벌리어스, 로스앤젤레스 레이커스, 브루클린 네츠, 올랜도 매직에서 활동했다. 2016년에 클리블랜드 캐벌리어스 소속으로 NBA 파이널 우승을 차지하였다.